# Treteau
 Treteau  es una población y comuna francesa, situada en la región de Auvernia, departamento de Allier, en el distrito de Vichy y cantón de Jaligny-sur-Besbre.

## Demografía
| 729 | 756 | 655 | 603 | 560 | 514 |
| Para los censos de 1962 a 1999 la población legal corresponde a la población sin duplicidades (Fuente: INSEE [Consultar]) |     |     |     |     |     |